# ولاد مصباح الصوير (كلا الشمالية)
ولاد مصباح الصوير هو دُوَّار يقع بجماعة الشوافعة، إقليم القنيطرة، جهة الرباط سلا القنيطرة في المملكة المغربية. ينتمي الدوّار لمشيخة كلا الشمالية التي تضم 13 دوار. يقدر عدد سكانه بـ 864 نسمة حسب الإحصاء الرسمي للسكان والسكنى لسنة 2004.

## روابط خارجية
- البوابة الوطنية للجماعات الترابية
- المندوبية السامية للتخطيط